# Euklides algoritm
Euklides algoritm är en algoritm för att bestämma största gemensamma delare till två heltal. Det är en av de äldsta kända algoritmerna och beskrivs i Euklides Elementa. Algoritmen kräver inte att man kan dela upp talen i faktorer.
Algoritmen kan beskrivas på följande sätt:
1. Två heltal a och b, där a > b är givna.
2. Om b = 0 är algoritmen klar och svaret är a.
3. I annat fall beräknas c, resten när man delat a med b.
4. sätt a = b, b = c och börja om från steg 2 igen, (a får det värde b har och b får det värde c har).

## Exempel 1
Finn den största gemensamma delaren till 1071 och 1029.
{\displaystyle {\begin{array}{l|ccc|l}{\textrm {steg}}&a&b&c&{\textrm {kommentar}}\\\hline 1,2&1071&1029&-&\\3&1071&1029&42&1071=1\cdot 1029+42\\4,2&1029&42&-&b\neq 0\\3&1029&42&21&1029=24\cdot 42+21\\4,2&42&21&-&b\neq 0\\3&42&21&0&42=2\cdot 21\\4,2&21&0&-&b=0\\\end{array}}}
Den största gemensamma delaren är alltså 21.
Kortare skrivet:
1071 = 1 · 1029 + 42
1029 = 24 · 42 + 21
42 = 2 · 21 + 0, så svaret är 21.
En snabb kontroll bekräftar att 1071 = 51 · 21 och 1029 = 49 · 21.
En följd av Euklides algoritm är Bézouts identitet, som säger att den största gemensamma delaren till två tal a,b kan skrivas som en linjärkombination av talen ax+by (x,y heltal). Genom att lösa ut resterna och köra algoritmen baklänges bestämmer man x och y. I exemplet ovan:
{\displaystyle 21=1029-24\cdot 42}
{\displaystyle 42=1071-1\cdot 1029}
{\displaystyle \Rightarrow 21=1029-24\cdot 42=1029-24\cdot (1071-1\cdot 1029)=1029\cdot 25-1071\cdot 24}
Detta kan användas vid lösning av den diofantiska ekvationen ax + by = c.

## Exempel 2
Nedan följer en alternativ metod som fungerar lika bra som ovan. Med funktionen frac menas decimaldelen av talet. Om {\displaystyle \!x=1.5} så är {\displaystyle {\mbox{frac}}\left(x\right)=0.5} och om {\displaystyle x\in \mathbb {Z} }, så är decimaldelen noll, det vill säga {\displaystyle {\mbox{frac}}\left(x\right)=0}.
{\displaystyle a=1071}
{\displaystyle b=1029}
{\displaystyle c=1029\cdot {\mbox{frac}}\left({\frac {1071}{1029}}\right)=42}
{\displaystyle a=b=1029}
{\displaystyle b=c=42}
{\displaystyle c=42\cdot {\mbox{frac}}\left({\frac {1029}{42}}\right)=21}
{\displaystyle a=b=42}
{\displaystyle b=c=21}
{\displaystyle c=21\cdot {\mbox{frac}}\left({\frac {42}{21}}\right)=0}
{\displaystyle a=b=21}
{\displaystyle b=c=0}

## Bevis för Euklides algoritm
Euklides använde sig av ett så kallat motsägelsebevis. Han utgick från att det finns ett tal c som delar b och r, men inte a. Och att divisionen {\displaystyle {\frac {a}{b}}} blir {\displaystyle a=bq+r}
{\displaystyle \ c|b}
{\displaystyle \ c|r}
{\displaystyle \ c|bq}
{\displaystyle \ c|bq+r}
Då måste alltså alla tal som delar r och b dela a
{\displaystyle \ c|a}
Så sgd(a, b)=sgd(b, r)

## Generalisering av Euklides algoritm
Euklides algoritm kan utvidgas till att operera på andra ringar än heltalen, som ovan. Ringar i vilka Euklides algoritm kan användas kallas Euklidiska ringar. Exempel på Euklidiska ringar är de Gaussiska heltalen och vissa polynomringar.